# 조이 짐머맨
조이 지머먼(Joey Zimmerman, 1986년 6월 10일 ~ )은 미국의 배우이다.
앨버커키에서 태어났다.

## 출연 작품
- 할로윈타운 (1998년)
  - 할로윈타운 2 (2001년)
  - 할로윈타운 하이 (2004, Halloweentown High)
  - 리턴 투 할로윈타운 (2006, Return to Halloweentown)
- 베리 배드 씽 (1998년)
- 킬링 미스터 그리핀 (1997년) - 니컬러스 매코널 역
- 종합 치료법 (1996년)
- 비스트마스타 3 (1995년)
- 마더스 보이 (1993년) - 벤 매디건 역

### 텔레비전
- 생존 특명 (1994-95) - 율리시스 어데어 역
- 제7의 천국 (2000)
- 요절복통 70 쇼 (2002)